# 立体商標

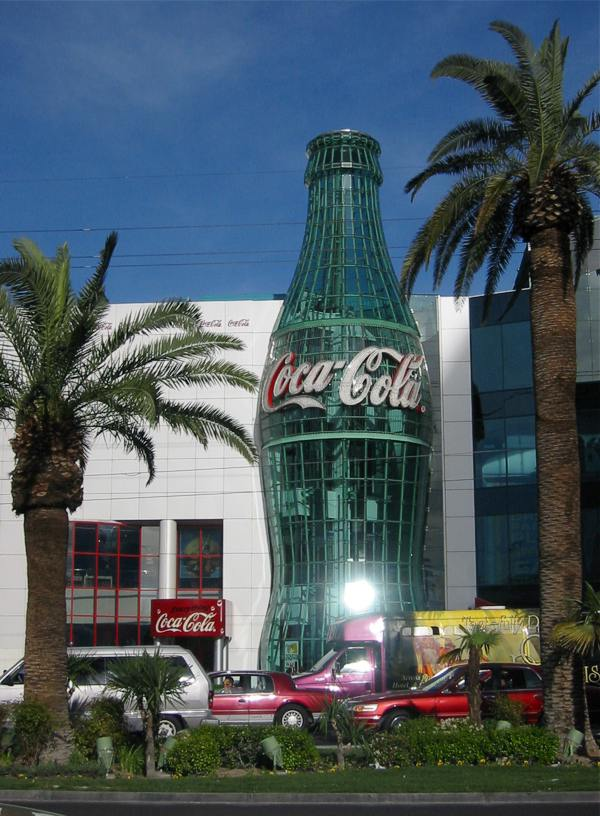
コカ・コーラのボトル形状（参考写真）。アメリカ合衆国連邦商標法（ランハム法）による保護を受ける登録立体商標の例である（登録696147号）。

立体商標（りったいしょうひょう）とは、立体的な形状からなる商標をいう。立体商標は、商品や商品の包装そのものの形状としたり、役務（サービス）を提供するための店舗や設備に設置することにより使用され、商品や役務の提供元を需要者に伝達し、他者が提供するそれらと区別するための標識としての機能を果たす（出所表示機能、自他商品識別機能）。立体商標と区別して、平面的な商標を「平面商標」とよぶことがある。
立体商標は、一般の平面的な商標と同様に、条約および世界各国の国内法令によって保護されている。
日本でも、自他商品識別力を有する商品の立体的形状は、不正競争防止法の「商品等表示」にあたるものとして、その保護を認める裁判例が多数存在する。また、1996年（平成8年）、商標制度の国際的調和の必要性などの理由から商標法改正が行われ、立体商標の登録制度が開始された（翌年4月1日施行）。
日本における登録立体商標の例としては、ペコちゃん・ポコちゃん人形（株式会社不二家）、カーネル・サンダース立像（日本ケンタッキー・フライド・チキン株式会社）、ホンダ・カブ（本田技研工業株式会社）、ヤクルトの容器（株式会社ヤクルト本社）、阪神甲子園球場スコアボード 、G-SHOCK初代モデルの形状などがある。
また、不正競争防止法の商品・営業表示として認定された立体的形状として、株式会社かに道楽の「動くかに看板」（大阪地方裁判所判決昭和62年5月27日）などがある。

## 条約による立体商標の保護

### 知的所有権の貿易関連の側面に関する協定
知的所有権の貿易関連の側面に関する協定（TRIPs協定）15条(1)は、視覚によって認識することができない標識（音響商標や匂い商標など）を保護対象から除外することを容認しているが、立体商標を保護対象から除外することを容認する明文の規定は存在しない。

## 日本における立体商標の保護
冒頭でも述べたとおり、日本では、商標法と不正競争防止法の2つの法律で、立体商標の保護をはかっている。

### 不正競争防止法

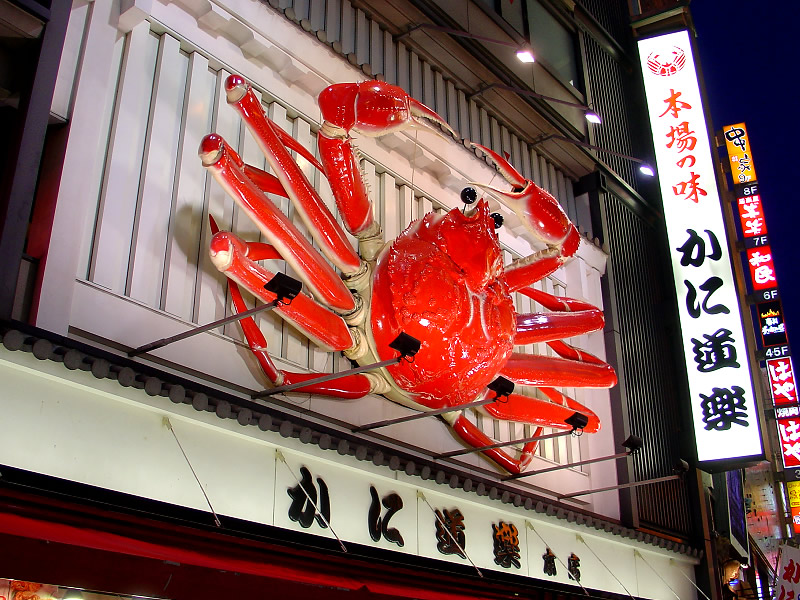
大阪地方裁判所判決（昭和62年5月27日）によって、不正競争防止法における「商品等表示」にあたるとされた動くかに看板（かに道楽）

不正競争防止法2条1項は、他人の周知な「商品等表示」を使用し、出所の混同を惹起する行為（周知表示混同惹起行為、同項1号）と、他人の著名な商品等表示を使用する行為（著名表示冒用行為、同項2号）を不正競争と定義し、使用の差止請求や刑事罰の対象としている。ここで「商品等表示」とは、「人の業務に係る氏名、商号、商標、標章、商品の容器若しくは包装その他の商品又は営業を表示するもの」（不正競争防止法2条1項1号かっこ書）と定義されている。
裁判例をみてみると、商品の包装や、商品そのものの形状にとどまらず、営業に使用される物品の形状であって、自他商品識別力を有するものについては、商品等表示性が広く認められている。
たとえば、かに料理店の店舗の外壁面に設置された「動くかに看板」の商品等表示性が争われた「動くかに看板事件」の大阪地方裁判所判決（昭和62年5月27日）では、かに料理店の店頭に設置された動くかに看板が商品等表示であると認定され、それを模倣した看板を掲げる行為が、不正競争防止法2条1項1号の不正競争（周知表示混同惹起行為）に該当するとして、看板の使用禁止および損害賠償の請求が認められた。

### 商標法

#### 導入の理由
1997年（平成9年）の改正商標法施行前までは、商標法により保護される商標は平面商標のみであった。しかし、工業所有権審議会は、以下の3つ の理由に基づいて立体商標の登録制度の導入が妥当であるとの結論を出し、1996年の商標法改正、1997年4月1日の制度施行に至った。
1. 立体商標保護のニーズが現実にあると考えられること（種々の立体的形状について、これを平面図形にした形で商標登録がなされている事例も少なくない）。
2. 不正競争防止法下においても、商品の形状について「商品表示」として明確に保護を認めている事例（裁判例）が多数存在すること。
3. 立体的な商標に対しても権利を与えるのが国際的趨勢になってきていること（米国、英国、フランス、ドイツ、カナダ、ベネルクス等多くの国で立体商標を登録の対象としている）。

この他の理由として、日本以外の国で登録された自他商品識別力を有する立体商標を日本で登録しないことは、工業所有権の保護に関するパリ条約6条の5B（外国登録商標（テルケル商標）の保護規定）に違反するという見解があったことも挙げられる。

#### 保護の内容
本節では、商標法による立体商標の保護内容について説明する。立体商標の保護内容は、原則的には他の一般的な商標のそれと変わることはないが、商標が立体的であるという特質から、特有の規定や解釈が存在する。

##### 出願手続
特許庁に対して商標登録出願を行う際には、対象の商標が立体的なものであっても、常に書面（平面）に商標を記載して行わなければならず、商標の立体模型などを提出することはできない。そのため、書面に記載された商標が立体商標である場合には、その旨を願書に記載しなければならない（商標法5条2項）。

##### 登録要件

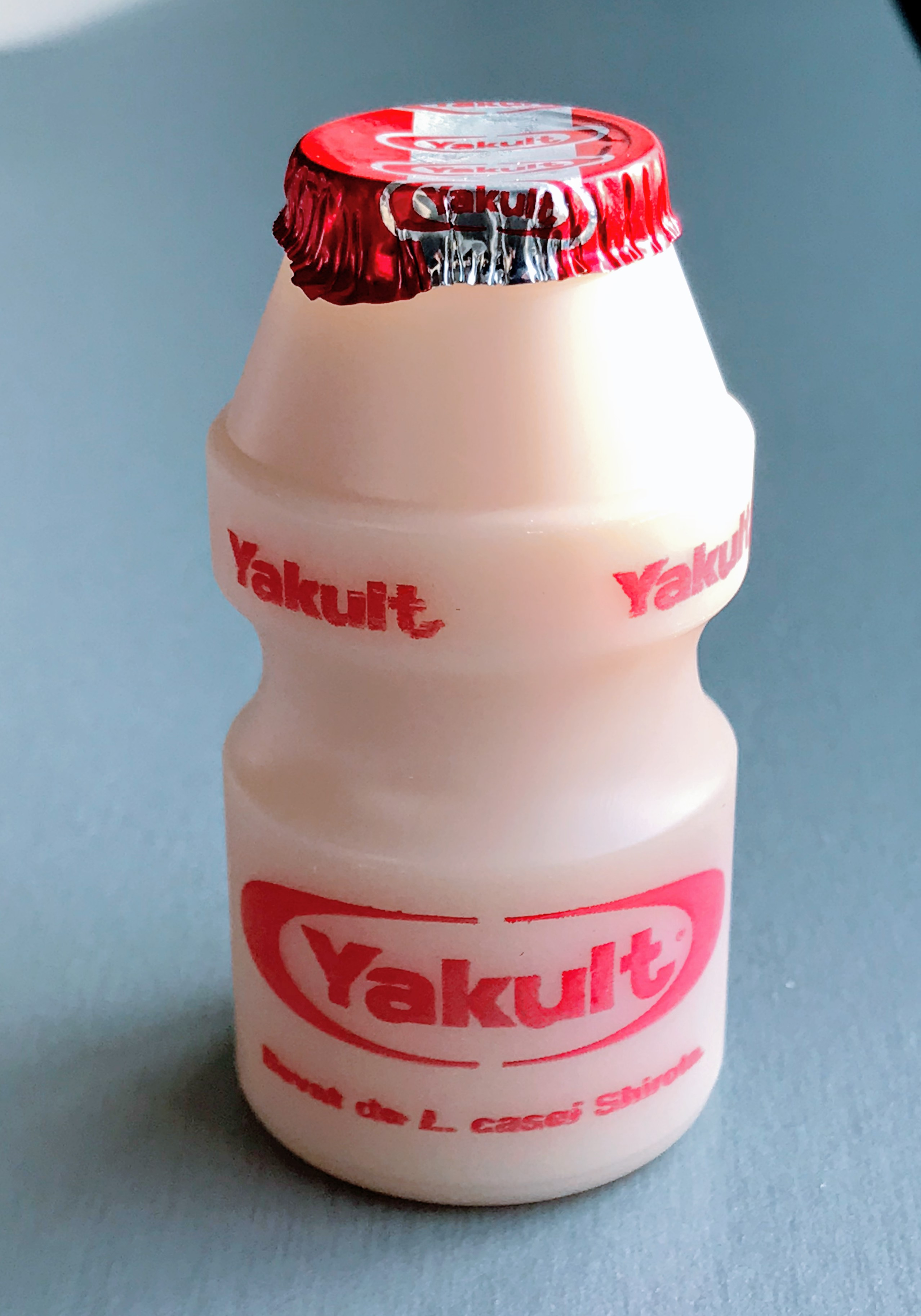
ヤクルトの乳酸菌飲料包装用容器（登録番号 第4182141号・第5384525号）

立体商標が登録され、保護を受けるための要件のうち、立体商標特有の規定や解釈について説明する。
- 自他商品識別力を有すること

立体商標が登録されるためには、商標の本質的機能である自他商品識別力を有していなければならない（商標法3条1項各号）。たとえば、立方体や球のようなありふれた立体的形状や、商品の形状そのものの範囲を出ない立体的形状は自他商品識別力（商標法3条1項）をもたないから、商標登録を受けることができない。
自他商品識別力の有無が争われた事件として、たとえば「乳酸菌飲料収納容器（ヤクルト容器）事件」（東京高等裁判所 平成13年7月17日判決）がある。本事件は、乳酸菌飲料収納容器（ヤクルト容器）の形状を有する立体商標の商標登録出願を拒絶した特許庁の審決に対し、それを不服としたヤクルト本社が、東京高等裁判所に審決の取り消しを求める訴訟を提起したものである。
原告であるヤクルト本社は、「瓶の中程、真中より稍上部に丸みを帯びた『くびれ』を付したこと、『飲み口』の形状を『哺乳瓶の吸い口』の形状としたこと、『くびれ』によって、円筒部分の直径を大きくし、視覚上（見かけ）の大きさが小さく見えない形状となっていること」を理由として、容器の形状が独特なものであり、自他商品識別力を有することを主張した。しかし、裁判所は「これらの点を考慮しても、本願商標の指定商品である『乳酸菌飲料』の一般的な収納容器であるプラスチック製使い捨て容器の製法、用途、 機能からみて予想し得ない特徴が本願商標にあるものと認めることはできない。」として、3条1項3号により商標登録を拒絶した特許庁の審決を支持した。
しかしながら裁判所の立体商標に関する判断傾向は変化してきている。平成22年11月16日、ヤクルト本社の別の立体商標の事件（第2次ヤクルト立体商標事件）に関して、知的財産高等裁判所は自他商品識別力を有するとの判決を出した。ヤクルトは、当該商標と同一の立体形状の無色容器を用いて「ヤクルト」を想起するかどうかのアンケート調査を行い、98%以上が想起するとの回答であった。このアンケート調査結果が裁判官の心証に影響を与えたと分析されている。
- 不可欠形状でないこと

商標法4条1項18号は、立体商標制度の導入によって新たに設けられた規定である。同号は「商品又は商品の包装の形状であつて、その商品又は商品の包装の機能を確保するために不可欠な立体的形状のみからなる商標」は商標登録を受けることができない旨を規定している。不可欠形状のみからなる立体商標の登録を拒絶するのは、不可欠形状に独占的利用権を与えると、その商品や商品の包装についての生産や販売を事実上独占させる結果を招来し、商標法が本来前提とする自由競争そのものを阻害するからである。
特許庁の審査実務では、「商品又は商品の包装の機能を確保するために不可欠な立体的形状」であるか否かの判断基準として、以下の2つを採用している。
1. その機能を確保できる代替的な形状が他に存在するか否か。
2. 商品又は包装の形状を当該代替的な立体的形状とした場合でも、同程度（若しくはそれ以下）の費用で生産できるものであるか否か。

たとえ自他商品識別機能（商標法3条）を有している立体的形状であっても、不可欠形状である場合は登録は拒絶される。

##### 立体商標についての商標権の効力
商標権の効力は、以下の4類型の商標の使用行為に及ぶものと規定されている（商標法23条、商標法37条1号）。これは一般の商標についての商標権の効力と変わることはない。
1. 指定商品・役務についての登録商標の使用（専用権、商標法23条）
2. 指定商品・役務についての登録商標に類似する商標の使用（禁止権、商標法37条1号）
3. 指定商品・役務に類似する商品役務についての登録商標の使用（同上）
4. 指定商品・役務に類似する商品役務についての登録商標に類似する商標の使用（同上）

立体商標どうしのみならず、立体商標と平面商標が類似することもある。立体商標と平面商標はいずれも視覚を通して認識されるものであり、両者が結合した商標もあり得るからである。
たとえば、ペコちゃん像（株式会社不二家）の立体商標は、ペコちゃんを平面に描いた平面標章に類似する。したがって、指定商品と同一または類似する商品を販売するに際し、「ペコちゃん」の絵画を商標として無断使用すると、商標権侵害を構成する（商標法37条1号）。

##### 他の知的財産権との調整
物品の立体的形状は、特許権、実用新案権、意匠権、著作権の対象になることもあるため、立体商標と対象とする商標権は、これらの独占排他権と抵触することがある。たとえば、登録商標の立体的形状が何らかの技術的効果を発現する場合、当該形状は特許権や実用新案権の対象にもなる（特許法）。また、その立体的形状が、視覚を通して美観を起こさせる物品の形状等であれば、当該形状は意匠権の対象にもなる（意匠法2条1項）。さらに、その立体的形状が、思想または感情の創作的表現であれば、当該形状は著作権の対象にもなる（著作権法2条1項1号）。
これらの権利を保護する法益は異なるため、同一の形状を対象とする特許権、実用新案権、意匠権、著作権が、それぞれ異なる者に適法に帰属することがある。しかし、立体商標についての商標権者が、当該立体商標と同一の形状を対象とする他の独占排他権の効力を受けることなく、自己の登録立体商標を自由に使用することを無条件に認めてしまうと、他の権利者の利益が著しく損なわれることになる。
そこで、商標法29条は、これらの相互に抵触する権利関係の調整を図っている。すなわち、自己の商標権に係る商標登録出願日と、他の権利に係る登録出願日（著作権の場合は著作物の創作日（著作権発生日））の先後を基準として、自己の商標登録出願の出願日よりも前にされた出願（著作権の場合は創作）に係る権利との関係では、当該先の出願に係る権利者の許諾がない限り、自己の登録立体商標を使用できないこととした。
たとえば、甲が有する意匠権と乙が有する商標権が抵触し、甲の意匠登録出願が2005年4月、乙の商標登録出願が2006年4月にされていた場合、甲が自己の登録意匠を自由に実施することができるが、乙が自己の登録立体商標を使用するには、甲の許諾を必要とする。

##### 登録立体商標の例
以下の登録立体商標は、1997年4月1日の登録制度施行のあと間もなく出願がされ、翌年の1998年に登録されたものである。
- ペコちゃん、ポコちゃんのキャラクター人形（第4157614号、第4157615号）(株式会社不二家)[9]
- 大隈重信像（学校法人早稲田大学）
- カーネルサンダース立像（ケンタッキーフライドチキン・インターナショナル・ホールディングス・インコーポレーテッド - ヤム・ブランズ傘下の米国法人）[10]
- ソニック・ザ・ヘッジホッグ（株式会社セガ）[11]
- スーパー・カブ（本田技研工業株式会社）[12]

## 欧州連合における立体商標の保護
欧州連合においては、EC商標指令(Trademark Directive)に基づいた各国の商標法の調和が図られているほか、共同体商標制度も並存している。共同体商標制度は「共同体商標に関する1993年12月20日のEC理事会規則第40/94号」（以下、共同体商標規則）により創設されたものである。
商標指令2条は「商標は、いずれかの標識、特に個人名を含む言葉、デザイン、文字、数字、商品又はその包装の形状であって、写実的に表現することのできるものからなることができる」としており、立体商標を保護対象から外していない。
商標指令および共同体商標規則における立体商標の登録要件をまとめると以下のとおりとなる。
1. 商標としての機能を有すること（商標指令2条、共同体商標規則4条）
商標指令2条と共同体商標規則4条は、いずれも「ある企業の商品又は役務と他の企業のそれとを識別できるものであることを条件とする」と規定しており、商標の本質的機能である自他商品識別力を有することを保護の条件としている。
2. 商標規則3条(1)(e)(i)～(iii)または共同体商標規則7条(1)(e)(i)～(iii)のいずれかによる拒絶の対象となっていないこと
  - 製品それ自体の性質に基づく形状でないこと
  - 技術的結果を得るために必要な形状でないこと
  - 製品に実質的な価値を与える形状でないこと
3. その他、一般的な商標の登録要件を満たしていること